# Senecio fragrantissimus
Senecio fragrantissimus là một loài thực vật có hoa trong họ Cúc. Loài này được Tortosa & Bartoli mô tả khoa học đầu tiên năm 2005.